# 砂かけ婆 (ゲゲゲの鬼太郎)

境港市水木しげるロードに設置された砂かけ婆のブロンズ像

砂かけ婆（すなかけばばあ）は水木しげるの漫画『ゲゲゲの鬼太郎』（旧題：『墓場の鬼太郎』）の主人公・鬼太郎の仲間の妖怪のひとり。砂かけばばあ、砂かけばばぁとも表記される。
大和国（奈良県）出身で、主として近畿地方の広範囲に出没し、京都府では竹藪に住み、通りかかる人に突如砂を投げつけて驚かすことも多い。日本の伝承上の妖怪については、砂かけ婆を参照のこと。

## 概要
白髪に和装、大きな目が特徴の老婆の妖怪。鬼太郎と行動を共にする仲間であると同時に、母親もしくは祖母同然に慕われている保護者的な役割を担う。顔や目に砂のような斑点があり、アマビエの弁によると肌は見た目通りザラザラした感触がするという。
年齢はアニメ第3作によると2800歳。神功皇后の時代の三韓征伐にお供したこともあるという（ただし、107話では1200歳とも言っている）。映画版はウエンツ瑛士と田中麗奈の出演を考慮し、原作・アニメより更に高齢になっている。身長130センチ、体重23キロ。
戦闘時には様々な効果を付与した砂をかける他、強烈なビンタで戦う。戦闘以外では妖怪医術や占いも得意である。アニメ第2作19話『釜なり』では、髪の毛をアンテナのように伸ばし、目玉おやじのテレパシーを受信するという技も披露した。
短気で怒りっぽいところがあるが根は優しい人情家で、若い妖怪たちからの信頼も厚い。正義感が強く、他人を救うためには自身の危険を厭わず行動する。正義側の妖怪ではあるが、基本的に人間に対して好意的な感情を持っておらず、人間嫌いであることを公言している。アニメ第2作33話『悪魔ブエル』、第5作34話『妖怪横丁の地獄流し』など、人間を欲深く危険な存在として蔑視するエピソードも多い。ただし、原作『鬼太郎の世界おばけ旅行』や実写映画版では人間の子供に優しい面も見せている。好物はコウモリの肝、笹の葉、タケノコ。
普段は妖術の研究に勤しむ傍ら、妖怪アパートを経営している。アパートには子泣き爺をはじめ多くの妖怪が住んでおり、原作の週刊少年サンデー連載時には、鬼太郎親子を含むほとんどの仲間が住人だった。様々な事情で住処を失った妖怪を保護する場所にもなっている。第5作ではリフォームの夢もあって金銭面に非常にがめついため、住人の家賃の取り立てに関しては容赦がない。なお家賃は決して安くはないようだが、住人たちに現物徴収を提案した際にかわうそは西表島にある星砂で5年分、傘化けは傘コレクションの中で気に入った品で3年分を帳消しにしており、何もない呼子に対しては「みんなを集めてもらうなど日頃から何かと世話になっている」と言って許しており、まだ若く金の稼ぎ口の少ない妖怪たちには甘いところもある。第6作では23話から爽快アパート（元は人間のアパートだったが、ろくろ首たちが初代オーナーの了承で住み続けていたことや人間の借り手が無くなって来たことから、現オーナーの了解で妖怪用となった）の住み込み管理人として住人妖怪たちの親代わりを務めており、ろくろ首やアニエスたちから厚い信頼を寄せられている。
古代から生き続けているため、年長者である目玉おやじや子泣き爺とは親しい。人間界で起きた妖怪ブームに乗り、子泣き爺と一緒にテレビで妖怪漫才をやっていた時期があるという。アニメ第5作では鬼太郎とその仲間たちが暮らす妖怪横丁が登場し、目玉おやじと同等の発言力を持つサブリーダー的な描写が目立つようになった。第4作では、より古風で妖怪の誇りを持っている様子が見られる（第62話「怪奇！ばけ猫騒動」では、「妖怪が車に乗るようになったら世も末」と発言している）。
原作初登場は「妖怪大戦争」（貸本「地獄の散歩道」で名は出ているが姿は判別できない）、アニメ初登場は第1作・第7話「ゆうれい電車」（ただし、姿形が全く違っていた）。原作とアニメ第1作での「妖怪大戦争」（第10・11話）では西洋妖怪との闘いで戦死（原作では魔女達に連行された後に遺体で見つかり死因不明、アニメ第1作では吸血鬼数体に殺された）したが、その後、第24話「白山坊」で既に説明もなされずに復活しており、以後はレギュラーとして活躍する。
遠い親戚として、中央アジアの砂妖怪エキセル（『鬼太郎の世界おばけ旅行』）やドイツの砂男（1980年代『最新版』）が登場しているが、2名とも鬼太郎と敵対する破目になっている（砂男の襲来時は砂かけ婆は不在）。

## 妖術・技
身体能力は優れているが、高齢妖怪でもあり、時折体力面で衰えてるような言動や描写も見られる。
第4作62話では子泣き爺が可能な走行中のトラックへの飛び乗りが、自力では飛び乗れなかったりした一方で、第67話など高い運動能力と持久力を発揮する場面もあり、第85話「魔境・土蜘蛛の山！」で、相手妖怪の視界から一瞬の間に消えている。
長年生きてきた知恵と経歴を持つエキスパート的描かれ方が多く、戦闘においても多彩な技と経験を活かす（第4作によれば「朝廷の遠征に随伴したこともある」らしい）。
披露してきた技や道具類は鬼太郎に次ぐほどで、薬草など広範囲の知恵にも精通（術式や道具類は鬼太郎よりも多く使用）。妖怪に関する知識も仲間内では目玉おやじに次いで優れており、目玉おやじからも知恵者として信頼されている。
第5作では、様々な効能を持つ砂を趣味と実益も兼ねて収集しており、独自に武器やサポート用として作成している（第5作では、直接体から砂を撒くよりも壺を携帯して、大量の砂を勢いよく噴射する様子も多い）。

### 砂かけ
伝承からの得意技。相手に砂を浴びせて怯ませたり、目を潰したりする。
砂の出所はシリーズや場面によって地面、袂、手、髪、壺、袋など様々。設定上では爪の下に砂を噴出する管があるとされ、髪の毛も筒状の「砂まき機関銃」となっている。
当初は目潰し程度だったが、本作の展開に伴い後述の様な多彩な技を現していく。アニメ第5、6作や『妖怪千物語』では、様々な性質の砂を調合しており、作物の肥料に使われたこともある。アニメ第4作99話では妖魔城の銅鏡で砂かけ婆の力を得た鬼太郎が使用。
砂をかけることには長けているが、その一方で敵から砂の攻撃を受けることには慣れていないらしく（第3作劇場版「妖怪大戦争」で魔女が箒で巻き上げた砂埃、第4作41話の地ほうこうの砂攻撃）、「攻撃と防御は別」（第4作41話）と述べている。
たつまきおこし
砂をまきながら回転して真空状態を作り出し、竜巻を起こす。「妖怪大統領」で、老化作用のある玉手箱の煙を吹き飛ばした。この時は彼女自身も煙で老化していた為、使用後はエネルギーを使い果たして動けなくなってしまい、回復には1年間を要すると言われた。
アニメでは、自身は回転せずに砂撒きのみで砂竜巻を起こす場面もある。アニメ初使用は第1作第30話「悪魔ベリアル」で、ベリアルの起こした雲や霧を吹き飛ばした。同作第37話では地面へ渦巻状に撒いた砂を、敵の妖気を辿って竜巻と化して飛ばしている。同作第39話「妖怪軍団」では、南方妖怪アカマタの吐く粘液を跳ね返し、更に砂に鬼太郎の霊力を合せる事でアカマタを岩状に固めて倒した。
『妖怪千物語』第20話では砂風を起こす砂塵嵐（さじんあらし）と呼称。鬼太郎のちゃんちゃんこ旋風と合わせてのびあがりの吸血木の種を跳ね返した。
アニメ第5作第33話でも砂地で一反木綿を振り回す事で、これらしき技を放っている（砂かけ婆自身は大砂嵐（おおすなあらし）と呼称している）。
大砂塵（だいさじん）
アニメ第3作第107話で使った捨て身技。自身を砂粒に分解して大竜巻と化す。煙羅煙羅を巻き込み、その煙状の体の粒子を吸い付け諸共にタール状になった。
妖気封じ（ようきふうじ）
アニメ第1作第37話で使用。地面や床へ砂を撒いて円を描き、妖術で操られた者はその円内にいる限り術による支配を免れる。
防火砂（ぼうかずな）／火消しの砂（ひけしのすな）
砂をかけて消火する。「妖怪ラリー」では、ベアードに火を付けられた鬼太郎の車をゴール後に消火（原作では説明文のみだが、アニメ第1作54話では袋から砂を撒いている）。「鬼太郎の世界お化け旅行」では胃から大量の砂を吐き出し、カリーカに火達磨にされた鬼太郎を救った。
第5作第17話では壺から放ち、火取り魔や炎に包まれた子泣き爺に対して使用。
第6作第56話では炎上する屋内にて手から放ち、出口までの床に砂を敷き詰め避難経路を確保した。
砂封じ（すなふうじ）
一度付いたら二度と落ちない妖怪砂を掌から猛烈な勢いで吹き付ける。この砂を浴び続けた者は石の様に固まり、最後には崩れて砂になってしまう。アニメ第3作で、中国妖怪チーの配下や八百八狸、串ざし入道の操るむくろに使用。
第2作40話では、猫娘が砂かけ婆から貰った砂で、原始さんを陥れようとした社長の自動車の排気管を詰まらせた。
第5作26話で「皆殺しの矢」によって妖力が暴走した際には、手で触れたものを全て砂に変えてしまう状態になってしまった。
砂太鼓（すなだいこ）
先祖伝来の秘宝。壺の様な形で、口を鼓の様に打つと強烈な砂嵐を起こす。莫大なエネルギーを消耗し、一度使ったら1ヶ月使えないのでめったに使用しない。原作「煙羅煙羅」での登場より前に「月曜ドラマランド」の実写版で使用されたのが初使用で、ビデオドラマ「魔笛エロイムエッサイム」、実写映画二作目でも使用されている。『異聞妖怪奇譚』では彼女のとっておきの技として登場、広範囲の敵にダメージを与える。
アニメでは第6作第12話初使用（第5作でも砂を噴出する壺を使ったが「砂太鼓」とは呼んでいない）。呪文を唱えることで雪崩のように膨大な量の砂を噴出し、八百八狸に壊滅的被害を与えた（免れたのは刑部と団一郎のみ）。やはり連続使用はできず、続けて蛟龍に使おうとした際は呪文の途中で立ち眩みを起こした。子泣きの説明では、一日に一回が限度との事。第36話ではアデルに使用したが、回避されてしまった。その後、追いかけるが体力を消耗したため、走る時息切れしていた。
砂袋（すなぶくろ）
「鬼太郎国盗り物語」で2つ使用。第4話「おどろ砂」では鬼太郎親子に敗れたおどろ砂を封じ込める器にし、千年は破れないと言う。第12話「ゴーストカー」では用事があって同行できない為、2つ目の袋を猫娘に持たせる。必要な時に念じながら口紐を解けば砂を放ち、ゴーストカーの呪気を晴らすのに使用。
砂結界（すなけっかい）
アニメ第4作第109話「雪山の怪異・のびあがり」で使用。砂を撒いて周囲を竜巻状の結界で包み込み、敵妖怪の接近を阻む。どんな妖怪もこの内部に入り込む事はできないとの事だが、津波や雪崩には効果が薄い。
砂の道（すなのみち）
第5作第63話で使用。ねずみ男と虎男の罠で日本妖怪達が次々に反物にされた際に砂の渦で道を作り、かわうそを逃がして先に川に逃げていたアマビエと合流させた。
砂壁（すなかべ）
『妖怪千物語』第20話で使用。砂の壁を作り、のびあがりの吸血木の種を防いだ。
回復の砂（かいふくのすな）
ゲーム『妖怪創造主現る!』で使用。味方の体力を回復する。劇場版『日本爆裂!!』では鏡の中に長く居すぎて衰弱した鬼太郎を治療した。
磨き砂（みがきずな）
『妖怪千物語』第4話で使用。ぬりかべの表面を磨き巨大な壁鏡に変化させ、傘化けの熱線を跳ね返させた。
岩塩砂（がんえんずな）
『妖怪千物語』第14話で使用。雲外鏡の弱点が塩分と気づいた鬼太郎が自ら浴び、呑み込まれ倒した。またそのオチで懲りないねずみ男に、目玉おやじから「塩まけ」と言われてかける。
眠り砂（ねむりずな）
『妖怪千物語』第16話で使用。かけられた者は一定時間眠ってしまう。鬼太郎牛鬼をぬりかべごと眠らせた。『新妖怪千物語』第2話では竹人間に使用するが、相手が多すぎて使い切ってしまう。
アニメ第5作第24話では枕返しに利用されてしまう。43話では逆の効果を持つ「目覚めの砂」を使用している。
吸水の砂（きゅうすいのすな）
第5作第1話で使用。吸水性の高い鳥取の砂を元に調合した砂であり、触れた物体から急速に水分を奪う性質を利用して水虎退治に使用された。第23話ではかわうそが持参し、さざえ鬼の粘液を吸収し無効化させた。第79話ではこれとは別の、水を吸うと泥状になり重くなる砂を使用し、放水と併用する事で槌の子の動きを封じる戦法を取った。
竜の息（りゅうのいき）
第5作第1話で使用。熱や電気に反応すると激しく燃え上がる砂。水虎に浴びせた吸水の砂の調合に使用されていた為、鬼太郎が放った体内電気に反応して熱を発し、水虎の水分を蒸発させた。また、82話では発火性の砂を油すましの油と共に赤舌に浴びせ、つるべ火が着火して赤舌を炎に包む戦法を取った。
発煙砂（はつえんずな）
第5作第6話で使用。煙を起こす砂を浴びせる（元々は若返りの砂を作ろうとした失敗作）。第93話では他者には入れないビルの「4階」にいるだるまと仲間妖怪を燻り出す（原作では煙草の吸殻を焚いた）。
火炎砂（かえんずな）
第5作第6話で使用。相手を炎に包む砂を浴びせる（元々は若返りの砂を作ろうとした失敗作）。第32話では魔女ザンビア率いるパンプキン兵に使用し、西洋妖怪との開戦の合図となった。
第6作第17話では蟹坊主に使用するが、泡で防がれてしまった。第82話では子泣き爺との連携技「大火炎岩石弾」に使用。
砂礫（すなつぶて）
第5作第12話で以津真天との戦いで使用。目潰しや牽制を目的とした通常の砂かけとは違い、砂の塊を勢いよく「ぶつける」ことで打撃によるダメージを与える。第6作74話では砂かけ婆の魂を取り込んだ石動零が玉藻前に使用。75話では鬼太郎が使用し、砂塵扇を扇ぎ砂礫をぶつけた。
土砂（どしゃ）
SFCゲーム『復活！天魔大王』で相手の頭上に大量の砂を落下させ、押し潰す技として使用。第6作34話でバックベアードに洗脳され鬼太郎を襲った際は、跳躍して袂から大量に噴出させた。
痺れ砂（しびれずな）
麻痺効果のある砂を浴びせ、相手の動きを封じる。第6作第3話で二口女との対戦時に初使用し、以降の戦闘時でも使用頻度が多い。
同系統として第5作第43話、第80話では「動きを止める砂」や「物を固める砂」を吸血鬼ピーに操られるマネキンや、押し寄せる寝太りの肉を食い止めるために使用している。
毒砂（どくずな）
第6作第8話でがしゃどくろ、第26話で画皮との対戦に使用。毒素を含んだ砂をかけ、浴びた者は毒によってダメージを受ける。
結界（けっかい）
第6作第33話で使用。第4作の「砂結界」より第1作の「妖気封じ」に近く、注連縄を張った外に砂で円陣を描き、仕上げに呪文を唱え砂を撒いて完成する。妖気や霊力を全て無効化し、妖怪は絶対に入れない。その効果時間は日の入りから日の出の間くらい。だが西洋魔女アデルの転移魔法には通じなかった。
砂通信（すなつうしん）
第6作第57話で使用。砂で円を描き、円内に遥か遠くにいる者の姿を砂で実体化させて会話を行う事が出来る（実体化した対象者は、円から出ようとすると崩れてしまう）が、長時間は使用出来ない。砂かけ婆がこれを使ってアニエスを呼び出し、西洋妖怪達がバックベアード復活を企んでいることを鬼太郎達に伝えさせた。この通信状態でもアニエスは魔法を使って鬼太郎たちを救っているが、砂の効力で対象者の能力も実体化できるのか単にアニエスの魔女としての能力で遠隔地へ魔法を飛ばせたのかは説明されておらず不詳。
幻覚砂（げんかくずな）
第6作第70話で使用。妖怪香炉で焚いて幻覚を見せる。タイタンボウの山の番人を継ぐのを嫌がって御霊石を壊そうとする阿形健人に、実行した結果を予想した幻覚を見せた。
変身砂（へんしんずな）
第6作第82話の回想で子泣き爺に与えた、24時間の効力で姿を変えられる砂。子泣き爺はこれで主演男優に化けて映画撮影に潜り込み主演女優とキスしようとしたが、寸前で効力が切れ逃げ出した。実は子泣き爺が女優とキスするのが癪だった砂かけ婆は、わざと効力を1時間短く調整していたと後に明かす。

### 占い
妖怪玉（ようかいだま）
アニメ第3作で使った、水晶玉の様な物。探す相手の妖気を辿り、居場所や現状を映し出す。第14話ではさざえ鬼の体内を見て患部を調べる使い方もしていた。
解毒の煙
「白山坊」で使用。橋本花子の髪と爪をイモリの粉と共に囲炉裏で焚き、その煙を読み取ることで花子の父・正吉と白山坊との契約を探り当てた。

### 妖怪医術
縫合
腹に穴を開けられたり、バラバラに裂けたりした妖怪の体を糸で縫い合わせて復元する。
妖怪接着剤
アニメ第3作第2話「鏡じじい」で使用。鬼太郎が合わせ鏡に閉じ込められた上、その鏡を割られたが、この接着剤で破片を繋ぎ合わせた。さらに後述の妖怪エキスを吹きかけ、鬼太郎を元に戻した。
妖怪エキス（ようかいエキス）
同じくアニメ第3作第2話「鏡じじい」で使用。瓶入りの液体。鬼太郎が閉じ込められた鏡に対し、この液を口に含んで吐きかけ、鬼太郎を復活させた。
妖怪生命液（ようかいせいめいえき）
アニメ第3作第20話「半魚人の恋」で使用。壺入りの液体。化けイカによって真珠に変えられた鬼太郎を元の姿に戻した。ただしすぐ元に戻らず、呪文と時間が必要だった。
眠り薬
「蛇人ゴーゴン」では強力な眠り薬を持参しており、鬼太郎の毛先に付けて髪の毛針を撃たすことでゴーゴンに注射して眠らせた。
アニメ第3作第22話「いじわる妖怪天邪鬼」では眠り草にイモリの粉とカエルの血の粉を混ぜて煎じた茶を天邪鬼に飲ませ、眠らせた。
若返りマッサージ（わかがえりマッサージ）
アニメ第3作第44話「あの世からの使者 死神」で使用。死神の力で老化してしまった鬼太郎を元に戻した。原作「死神」では山彦が使った。第46話「妖怪大統領こうもり猫」では玉手箱の煙で自身も老化してしまったため、これを使うことはできなくなった。

### 手持ち武器
棍棒
「ダイダラボッチ（前編）」で、アパートに来たねずみ男を警棒サイズの棒で殴った（彼は2話前に死神の鬼太郎暗殺計画に加担した件で出入り禁止になっていた）。
「魔女ロンロン」では、子泣き爺の杖くらいに長くより太い棒で、ロンロンに不意討ちを喰らわす。
包丁
「相撲の巻」終盤で、吸血鬼一味との乱闘で使用。敵の尻に突き刺した。
砂塵扇（さじんせん）
戦闘用の扇子。かなりの攻撃力がある武器。アニメ第6作第12話で、団二郎狸との一騎打ちに使用。敵の武器（簪）を折った。第28話ではヴォルフガング相手に使用した。第6作75話では砂かけ婆の魂（石動零に倒され取り込まれたが、零を打ち負かして奪い返した）を取り込んだ鬼太郎が使用した。

### その他の技・道具
髪
長い白髪（第4作のみ緑髪）。滅多に使わないが時には武器になることもあり、髪から砂を出したり、テレパシーを受信するアンテナの役割もする。
ビンタ
いわゆる平手打ち。手の平で相手を思い切り張り倒す。戦闘以外にも、相手を叱る時に使うことが多く、特に子泣き爺やねずみ男が多い。他にも鬼太郎、目玉おやじ、猫娘にもしたことがある（第5作第26話ではアマビエにも）。第6作第24話では石妖を捕らえようとした子泣き爺に「スケベくさい」とビンタし、79話でもねずみ男とこうもり猫の密談を目撃するが酔っぱらって場所を覚えていなかった子泣き爺と一反木綿をビンタしていた（この時、原作同様「ビビビビ」という効果音が文字として出ている）。
妖怪接着剤（ようかいせっちゃくざい）
先述の通り、アニメ第3作第2話で使用。バラバラに砕けた鏡を元通りに修復した。
妖怪風船ガム
アニメ第3作第46話「妖怪大統領こうもり猫」で使用。これを膨らませた風船に人間を入れると、妖怪でない常人でもあの世へ行き来することができる。
封印の壺
アニメ第4作では妖怪を封印する壺が頻繁に使われ、その殆どを砂かけが用意した。妖狐用、化け猫用など、妖怪の種類によって違う壺が使われる。
妖怪カメラ（ようかいカメラ）
アニメ第4作第2話「妖怪目目連の涙」で使用。撮影された者は写真の中に閉じ込められる（解放することも可能）。妖怪は妖力も使えなくなる。砂かけ婆が持参するのは第4作のみ。
妖怪遠眼鏡（ようかいとおめがね）
アニメ第4作第19話「恐怖! 妖怪くびれ鬼」などで使用。望遠鏡状の道具で、自分が見たいと思ったものはなんでも見えるらしい。
妖怪天眼鏡（ようかいてんがんきょう）
アニメ第4作第27話「吸魔! 妖怪野づち」で使用。虫眼鏡状の道具で、野づちの体内の構造を見抜いた。
おばばパラシュート
同じく「吸魔! 妖怪野づち」で使用した技。着物の両袖を広げ、パラシュートとして空から飛び降りる。
妖怪磨き粉（ようかいみがきこ）
アニメ第4作第93話「月よりの妖怪・桂男!」で使用。月女を月に帰すためにぬりかべの表面を磨き月光を集めた。
妖力波
アニメ第4作で使用。自ら練った妖力を発射する技で、主に仲間の強化やエネルギーの補充などサポート的な意味合いが強い。鬼太郎以外の他のファミリーの面子同様に、積極的に攻撃や防御には使っていない。
砂コンパス
実写映画『千年呪い歌』で使用。砂による探査装置のような道具。途中で嵐に遭い使い物にならなくなり、海に捨ててしまう。
画皮の巻物
第6作第26話に登場。美少年の画皮が描かれている。保管していたが、子泣き爺がそれを知らずに妖怪市に売る古道具として持ち出し人間の女子高生・ゆうなに拾われたことで事件が起きてしまう。
ネットスキル
第6作にて使用。パソコンやスマートフォンなどを駆使してネットに纏わる情報収集やデイトレードによる資産運用、ネットショッピングなどを行っている。最終話ではねずみ男の動画配信に協力し、人間と妖怪の和解に貢献した。

## アニメにおける変遷

### 第1期
第1作では登場のたびに顔が変わり（合計5パターンも存在する。）、衣服も異なるなどデザインが定着していない様子がみられた。目の周りの隈のような部分がつながって、狸の顔のようになっていたこともある。第2作のデザインで出演したのは第29話、第39話、第52話、第53話、第60話である。登場回数は13回と決して多くはないものの、砂に加えて医学や占いなどの術で仲間をサポートするといった、後の基本設定となるシーンがすでに見られる。

### 第2期
目の色は褐色で、着物の色は紫。出番も大幅に増え、レギュラーキャラクターとして定着した。本作より妖怪アパートの大家としての設定が登場。30話では死神が連れて来た鬼太郎の母について怪しみ、作戦が成功しかけて気を良くし「ほかの方も亡くなった御家族を呼んで差し上げます」と言う死神に、実際には最初からいない「死別した娘」を呼ばせてペテンを暴いた。

### 第3期
目の色が白に近い薄いピンク色となり、他シリーズと比べて人間に近い外見をしている。本作より着物の帯が市松模様となる。妖怪医術や占いなど、砂関連以外の術も多く使うようになった。第107話では「生まれた時から婆で色恋は他人事（この話で子泣き爺に告白されるまで）」と発言した。鬼太郎のことを息子のように可愛がっており、7話で磯女と赤ん坊を見て「お母さんっていいな」と呟いた鬼太郎に「鬼太郎にはお婆がおるぞい」と声をかけるなど、母親代わりという立場がより強調されている。32話の鬼太郎が濡れ衣を着せられた妖怪大裁判では百々爺からの「砂かけ婆は鬼太郎の母親も同然であり証人に相応しくない」という指摘が認められており、鬼太郎の母親代わりということは妖怪の間でも公然の事実となっている。

### 第4期
薄い青緑色の髪、ピンク色の肌、白い着物など、全体的な印象は従来とかなり異なる。子泣き爺とはピンチになるとお互いを褒め合い、その場を押し付けようとするのが定番のパターン。第27話ではシルエットではあったが、容姿端麗な若き頃が登場する。昔の恋人や若返りをタネに敵妖怪に惑わされる場面が多く見られ、若い時代に人間の漁師との恋愛経験があった事を語り、自身もかつては人間であったような示唆もなされるが詳細は不明。本作で言及された年齢は、目玉おやじによれば500歳は超えているとの事（第21話）。第46話の妖怪大裁判で鬼太郎が濡れ衣を着せられた際は、夜行さんに「鬼太郎の母親代わりみたいなもの」と評されたため証人と認められなかったことがあるが、母性的な面はあまり見られず祖母のような印象が強い。妖怪アパートの大家として住人に料理を振舞うなど世話好きな一面も見られる。ねこ娘に薬草の類を教える描写も時々描かれた。101話で一刻堂に封じられた時はつむじ風と砂山に変えられた。厚化粧して女子高生に変装したり芸者姿（もう一人はねずみ男）に変装したりとコミカルな要素も増えた。最終回で鬼太郎に彼の母をモデルにして作った人形を手渡した。

### 第5期
灰色の髪に赤い目、ベージュ色の肌、薄い青紫色の着物という外見。鬼太郎が事実上1人で事件を解決する話が多いため、第4作以前に比べると出番も減少している。本作では妖怪横丁で従来の妖怪アパートに該当する妖怪長屋を経営している。本作では鬼太郎の面倒を見ていたのは昔の鬼太郎やネコ娘が幼かった頃の事で、鬼太郎とネコ娘も50年以上生きて立派に成長したため、過去のシリーズより世話を焼く描写が少なくなった。本作での鬼太郎親子の世話は専らネコ娘が務めているため、長屋の大家兼身元引受人としての仕事に専念している。妖怪長屋の老朽化が進んでいることから、リフォームを検討するが、住人の家賃滞納が深刻で実現が遠そうなことを嘆く。長屋住人をまとめる寮母としての要素が強く描写され、その1人であるかわうそ曰く「口うるさいけどいなくなったら困る、母ちゃんみたいな存在」。わがままなトラブルメーカーのアマビエに厳しくも優しく接し、アマビエも砂かけ婆を「おばば」と呼び慕っている。砂を調合する実益も兼ねて各地の砂を収集する趣味があり、長屋住人も家賃代わりに砂の採取をしばしば手伝わされている。薬を調合する技能も基本的には砂状の物に特化され、他の薬に関しては役割を井戸仙人や夜行さんに譲る形になっている。本作では妖怪四十七士の奈良県代表に選ばれた。南国情緒に憧れ、「妖怪ポリネシアンセンター」なる施設を訪ねたがる発言を何度かしている。第76話でグアムに行った時は水上オートバイを乗り回した。普段の和服姿以外に、水着や洋服、更にメイド服姿にもなっている。

### 第6期
デザインはこれまでのシリーズと変わらないが、白い髪に薄いピンク色の肌、赤褐色の目に紫色の着物と歴代の外見を合わせたような姿になった。妖怪に博識な面は健在。第3話を初めに仲間を褒める際や叱る際に「チューしてやるぞ」という口癖が定番になっている（演じる田中真弓のアドリブから定着した台詞。これを受けて脚本で正式に第17話で実際に相手に唇を近づける仕草が描かれた時、田中は「もう飽きて来た」と言っていたとの事。物語上は女優とのキスに失敗して悔しがる子泣き爺に、「そんなにチューして欲しけりゃわしがくれてやる」と迫ったのが始まりと、82話の回想で語られる）。こうした豪快で男勝りな振る舞いをする一方で、体重を言及されるとねこ娘と共に怒ったり、美形の男性には目を奪われやすく10話のヨースケくんを見て思わず「良い男じゃないか」と口にしたり、従来同様に目玉おやじとはかなりの長い付き合いで、第14話で鬼太郎とねこ娘が知らない今の姿になる前の目玉おやじの本来の若き日の姿を知っていることが明言され、「それは男前の青年だった」とうっとりしながら語った。第72話ではかつて好きな男に告白できなかったことを話し、鬼太郎の求愛がいやみの術によるものと知って落ち込んでいたねこ娘を励ました。子泣きじじいなど他の妖怪に対しても原作や過去作同様に交流が多く、面倒見のいい性格で河童の太郎丸から純粋に慕われている（暴走した時も彼女から尻子玉を抜こうとしなかった）。第82話ではぬっぺっぽうの妖術で認知症の放心状態になったが、子泣き爺の必死の呼びかけと口づけにより（一反木綿曰く「愛の力」）意識を取り戻した（事件解決後は「覚えていない」と言い張っている）。今時のデジタル機器に強いという設定が加えられ、一部の仲間妖怪とはスマホでLENE（レイン）のやりとりもしている。犬山まなには鬼太郎を助けてくれた（第1～2話で名無しの矢で射られた彼をゲゲゲの森に通じる神社まで運んでもらった）ことに恩義を感じ、彼女の危機には何度も積極的に参戦している。第58話で資産運用（株式、不動産、仮想通貨、タックス・ヘイヴンなど）で莫大な蓄財を成している事が判明し、蒲鉾にされた鬼太郎の買い占め費用（一千万円）と妖怪病院での再生費用（一億円）を惜しげも無く出資した。第17話で蟹坊主からかつて密かに恋心を抱きつつ命を賭して守護していた人間のお姫様と勘違いされ付き纏われてしまうが、現実を理解しながらも認めようとしない彼の哀しみを受け止めたうえで厳しく説得し続け、蟹坊主が鬼太郎に倒され現実を認めると最期の望みを優しく聞いた。最終話では得意のネット能力を利用してねずみ男の呼びかけとバックベアードに立ち向かう鬼太郎の姿を動画配信し、人間と妖怪を和解させた。本作では「オババ」と呼ばれることはほとんどなかった。

## 他作品でのキャラクター
『ゲゲゲの鬼太郎』とは別の水木しげるの短編作品『砂かけばばあ』にも砂かけ婆が登場する。本作では、醜い顔の青年から美男子になりたいという願いを聞き入れ、1年後に自分の婿になるという条件のもとに、秘薬を調合して彼を美男子に変えるが、彼が約束を破ったため、異様な顔に変えてしまう。外見は『鬼太郎』の砂かけ婆と同様だが、本作では砂をかける能力は披露していない。なお、この短編は2013年に『水木しげるのゲゲゲの怪談』内で実写ドラマ化された。
水木しげる原作のドラマ『河童の三平 妖怪大作戦』にも、砂かけのおばば（「砂かけのお婆」表記もあり、予告などごく稀に「砂かけ婆」と呼ばれる場合もある）として登場している。人間世界の妖怪の纏め役で、千里眼を持ち、妖怪世界の生き字引など、鬼太郎でのキャラクターとほとんど変わらないが、ほとんど戦闘に参加しない為、砂をかける能力を披露しておらず、蜘蛛の巣状の糸で相手を捕縛する能力をみせたことがある。
コラボ作品『映画 妖怪ウォッチ シャドウサイド 鬼王の復活』にも登場しており、ナツメ達をゲゲゲの森に入った怪しい奴らとみなした。こちらは原作に近いデザインで、声は第3作と同じ江森が演じている。

## 演者
各種媒体で砂かけ婆を演じたのは以下の通り。
- 声優
  - 小串容子 -（第1期、第2期：第2話）
  - 山本圭子 -（第2期、第4期、第5期）
  - 江森浩子 -（第3期、映画 妖怪ウォッチ シャドウサイド 鬼王の復活、テレビCM『宝くじ ビンゴ5』）
  - 田中真弓 -（第6期、2025年版舞台『ゲゲゲの鬼太郎』）
  - 堀絢子 -（ゲーム『ゲゲゲの鬼太郎 逆襲!妖魔大血戦』、『ゲゲゲの鬼太郎 異聞妖怪奇譚』、『ゲゲゲの鬼太郎 危機一髪!妖怪列島』）

- 実写
  - 由利徹 - （TVドラマ『月曜ドラマランド ゲゲゲの鬼太郎』[8]）
  - 奥村公延 -（ビデオ映画『妖怪奇伝ゲゲゲの鬼太郎 魔笛エロイムエッサイム』[9]）
  - 武知豊子 -（河童の三平 妖怪大作戦〈砂かけのおばば〉[10]）
  - LiLiCo -（水木しげるのゲゲゲの怪談）
  - 室井滋 -（実写映画『ゲゲゲの鬼太郎』シリーズ[11]）
  - 浅野ゆう子 -（舞台『ゲゲゲの鬼太郎』）